# Donat-Peter Häder
Donat-Peter Häder (* 27. Juni 1944) ist ein deutscher Botaniker und ehemaliger Inhaber des Lehrstuhls für Ökophysiologie der Pflanzen an der Friedrich-Alexander-Universität Erlangen-Nürnberg.

## Leben
Häder promovierte 1973 in Marburg und habilitierte sich 1977 zum Thema „Erregungsleitung bei photophobischen Reaktionen prokaryotischer Algen“. Er ist Autor und Herausgeber zahlreicher Bücher über Photobiologie, Photosynthese und den Ozonabbau.
Er initiierte 2001 zusammen mit dem Deutschen Zentrum für Luft- und Raumfahrt das Gravimeeting, bei dem sich seitdem Gravitationsbiologen aus dem gesamten Bundesgebiet Ende jedes Jahres in Erlangen zum Informationsaustausch, Vorträgen und Diskussionen treffen.
2009 wurde ihm die Ehrendoktorwürde der Universidade da Região de Joinville verliehen. Damit wurde er für sein wissenschaftliches Wirken und insbesondere für den Aufbau und die Pflege der Kontakte zu der brasilianischen Universität geehrt.
Außerdem wurde ihm anlässlich des diesjährigen Kongresses der European Society for Photobiology die Medaille der Gesellschaft
für seine international anerkannten und bahnbrechenden Forschungen auf dem Gebiet der Photobiologie zuerkannt. Die wichtigste
photobiologische Gesellschaft Europas würdigt mit ihrer höchsten wissenschaftlichen Auszeichnung die herausragenden Lebensleistungen
Häders im Bereich der lichtgesteuerten Bewegungsphysiologie und der Auswirkung erhöhter solarer UV-Strahlung auf aquatische Ökosysteme.
Er gehört einem Expertenteam an, das für die Vereinten Nationen die Auswirkungen globaler Klimaänderungen untersucht.
| Personendaten    | Personendaten       |
| ---------------- | ------------------- |
| NAME             | Häder, Donat-Peter  |
| KURZBESCHREIBUNG | deutscher Botaniker |
| GEBURTSDATUM     | 27. Juni 1944       |